# Горно-Кыпиново
Горно-Кыпиново (болг. Горно Къпиново) — село в Болгарии. Находится в Кырджалийской области, входит в общину Кирково. Население составляет 309 человек.

## Политическая ситуация
В местном кметстве Горно-Кыпиново, в состав которого входит Горно-Кыпиново, должность кмета (старосты) исполняет Валентин Димитров Иванов (Движение за права и свободы (ДПС)) по результатам выборов.
Кмет (мэр) общины Кирково — Шукран Кязим Идриз (Движение за права и свободы (ДПС)) по результатам выборов.